# Condado de Sheridan (Montana)
O Condado de Sheridan é um dos condados do estado norte-americano do Montana. Tinha 4 105 habitantes no censo de 2000. A sua capital é Plentywood.